# Siri Nilsen
Siri Anne Nilsen (født 1985 i Oslo) er en norsk sanger, musiker, sangskriver og danser.
Siri Nilsen debuterede som sceneartist i april 2007, og har siden da holdt en række små og store koncerter rundt om i landet, i forbindelse med forskellige festivaler, men også på større scener som Rockefeller. Hun fremfører sit eget materiale. På scenen spiller hun ukulele i tillæg til at hun synge.
I 2008 vandt hun Grappa debutantpris. Juryen beskrev hende som en lovende sanger og sangskriver med et hudløst og personligt udtryk.Hun skriver og fremfører sange som bevæger og hun har mod til å skrive enkle, personlige og nære tekster på norsk.
Siri Nilsen er en del af den Oslo-baserede musik- og digtergruppe Blues Run The Game, sammen med bl.a. musikerne Arild Hammerø og Jens Carelius.
Hun er datter af den kendte norske sanger Lillebjørn Nilsen.

## Pladedebut
Siri Nilsens debutalbum Vi som ser i mørket blev udgivet af Grappa i 2009 og indeholder elleve originale spor. 
I anmeldelserne er albummet blevet associeret med bl.a. Joni Mitchell, Anja Garbarek, Ane Brun, Kate Bush, Antony and the Johnsons.

## Tidligere arbejde
Siri Nilsen har tidligere været kort med i pladerne Einar Stenseng af Einar Stenseng og The Beat of the Travel af Jens Carelius. Hun har også optrådt som gæstevokalist for Kråkesølv og Shaun Bartlett. Siri har været dubber i mange år, og har blandt andet været den norske stemme til Haru i Katteprinsen og Kiki i Kikis budservice. Hun er også den norske stemme til Candace i Phineas and ferb.

## Diskografi
- Vi som ser i mørket (2009)
- Alle snakker sant (2011)
- Skyggebokser (2014)

## Filmografi
- Over stork og stein (1994)
- Maja Steinansikt (1996) – Silvia

## Priser
- Spellemannprisen 2014: Årets tekstforfatter
- 2013: Oslo bys kunstnerpris
- Lyspunkt 2012. Tekstforfatterfondets pris til unge sangskrivere.
- 2008: Grappa debutantpris

## Anmeldelser
- Bergens Tidende
- Aftenposten Arkiveret 20. august 2011 hos  Wayback Machine
- Romerikes Blad